# ماری آنتوانت (فیلم ۱۹۳۸)
ماری آنتوانت (انگلیسی: Marie Antoinette) فیلمی در ژانر درام به کارگردانی دبلیو. اس. ون دایک و ژولین دوویویه است که در سال ۱۹۳۸ منتشر شد.

## بازیگران
- نورما شیرر
- تایرون پاور
- جان باریمور
- رابرت مورلی
- آنیتا لوئیس
- جوزف شیلدکات
- گلادیس جرج
- کرا ویترسپون
- رجینالد گاردینر
- آلبرت دکر
- اسکاتی بکت
- مائه بوش
- بری فیتزجرالد
- هری کولکر
- مورونی اولسن
- روت هاسی
- سیسیل کانینگهام
- دوک آر لی
- جورج میکر
- هری دونپورت
- هوارد داسیلوا
- لین چندلر
- موده ترنر گوردون
- ال فرگوسن
- رافائلا اوتیانو
- مری هاوارد
- «لیتل بیلی» رودز
- مرلین نولدن
- آلبرتینا راش
- کلاد کینگ
- زِفی تیلبری
- فرانک کامپائو